# أم اللوقس
أم اللوقس هي إحدى القرى المحتلة والمدمرة التابعة لمركز الخشنية التابع لمحافظة القنيطرة في هضبة الجولان بجنوب غرب سوريا.
مزرعة تقع في أرض بركانية منبسطة تنحدر نحو الجنوب، تمر في أنابيب خط التابلاين، إلى الشرق من مسيل وادي الزعرورة وتبعد جنوباً عن قرية المعلّقة كيلو متراً واحداً. وللعلم قرية المعلّقة تتبع ناحية القصيبة أي الخشنية سابقاً وفيها 50 نسمة وترتفع 580 م.